# سازمان اسناد و کتابخانه ملی ایران
سازمان اسناد و کتابخانه ملی جمهوری اسلامی ایران (ساکما) مؤسسه‌ای آموزشی، پژوهشی، علمی و خدماتی است که اساسنامه آن به تصویب مجلس شورای اسلامی رسیده است و رئیس آن را رئیس‌جمهور ایران منصوب می‌کند.
آغاز به کار رسمی کتابخانه ملی به سال ۱۳۱۶ بازمی‌گردد. در سال ۱۳۵۸ مرکز خدمات کتابداری، و در سال ۱۳۷۸ سازمان مدارک فرهنگی انقلاب اسلامی در کتابخانه ملی ادغام شدند و سرانجام در سال ۱۳۸۱ با تصویب شورای عالی اداری، کتابخانه ملی و سازمان اسناد ملی با هم ادغام شدند و سازمان فعلی شکل گرفت. سازمان اسناد ملی ایران در ۱۳۴۹ بنیان شده‌بود. اکنون این سازمان در دو ساختمان مستقل کتابخانه ملی ایران و گنجینه اسناد ملی ایران فعالیت دارد. ساختمان کتابخانه ملی در بزرگراه شهید حقانی و ساختمان گنجینه اسناد ملی ایران در خیابان میرداماد تهران واقع شده است. این مجموعه فرهنگی دارای ۱۲ شعبه استانی در سراسر کشور است. اداره عضویت سازمان اسناد و کتابخانه ملی ایران مسئول بررسی و تأیید شرایط عضویت برای مراجعان و تعیین سطوح عضویت آنان است.
عضوگیری فقط برای متقاضیانی انجام می‌گیرد که پس از ثبت نام اینترنتی در هنگام مقرر به صورت حضوری مراجعه کرده باشند؛ بنابراین حضور فردی به جای دیگری جهت انجام امور عضویت بی‌نتیجه خواهد بود.
استفاده از خدمات سازمان اسناد و کتابخانه ملی ایران با ارائه اصل کارت عضویت امکان‌پذیر است.
کارت اعضای ویژه با تأیید ریاست سازمان صادر می‌گردد.
کارت عضویت سازمان اسناد و کتابخانه ملی ایران با توجه به مدرک تحصیلی و شرایط ذکر شده در آئین‌نامه عضویت با سطوح ۱ تا ۳ مشخص و صادر می‌شود. ورود به تالارهای عمومی و تخصصی و بهره‌مندی از میزان خدمات اطلاع‌رسانی با توجه به سطوح عضویت تعریف می‌شود.
تا اواسط شهریور سال ۱۴۰۰، بیش از ۲۴۸ هزار نفر کارت عضویت دریافت کرده‌اند.

## امکانات

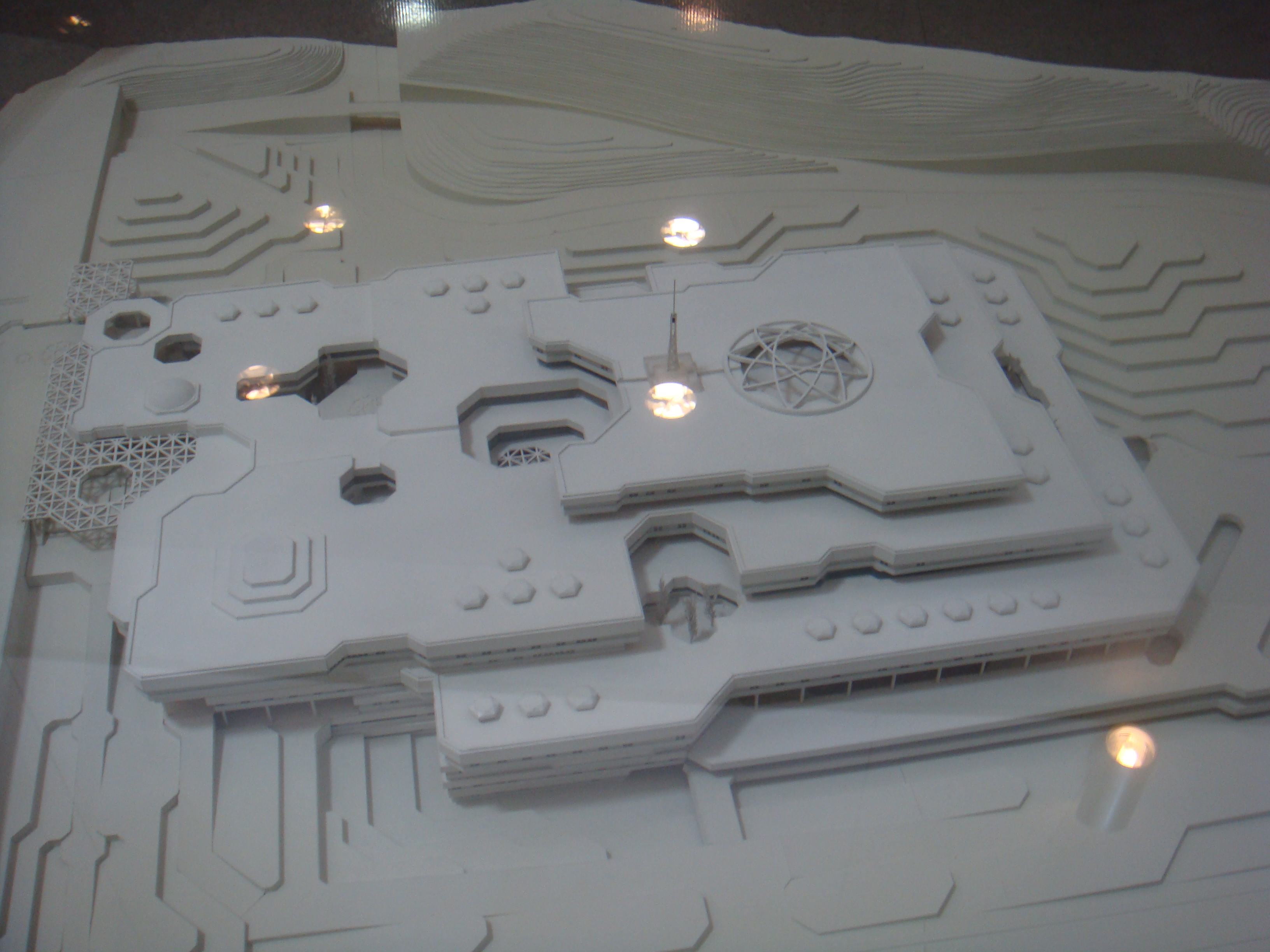
نمونک ساختمان کتابخانه ملی

کتابخانهٔ ملی ایران دارای ۹۷۰۰ مترمربع زیربنا است که در ۸ طبقه از بتن‌هایی استفاده شده که در برابر ۹ ریشتر زلزله مقاومت می‌کند.
بیشتر کتاب‌ها و اسناد خطی کتابخانه ملی، نوشته‌های بزرگان ایرانی در حوزه‌های ادبیات، تاریخ، فلسفه و عرفان، فقه و اصول، طب و نجوم، و مجموعه‌ای از نخستین ترجمه‌های فارسی کتاب‌های فرنگی و قطعه‌های خوشنویسی استادان بزرگ است.

### تعداد منابع
براساس آمار اعلام شده توسط معاونت کتابخانه ملی سازمان اسناد و کتابخانه ملی در سال ۱۳۹۸ منابع کتابخانه ملی ایران به شرح زیر است:
- دو میلیون و هشتصد و چهل و یک هزار و ششصد و شصت و پنج جلد منابع کتابی
- نهصد و ده هزار و هشتصد و سی و پنج ماده منابع غیر کتابی شامل سیصد و یک هزار و هفتصد و هشتاد و دو پایان‌نامه و مابقی سایر منابع از جمله عکس و لوح فشرده.
- چهار میلیون شماره نشریه در ۱۴۰ هزار و ۶۱۹ مجلد که از این تعداد، ۲۴ هزار و ۹۹۷ جلد انواع نشریات لاتین و عربی است.
- دویست و نود و هشت هزار و صد و پنجاه جلد کتاب کودک و نوجوان
- بیست و سه هزار و سیصد و بیست و سه نسخه کتاب گویا برای نابینایان که شامل نوار کاست و لوح فشرده و حدود هزار عنوان کتاب بریل و ۷۷۵ جلد نشریه برای استفاده نابینایان و کم بینایان
- پنجاه و پنج هزار جلد کتاب قدیمی که از این تعداد ۲۸ هزار و ۱۵۸ نسخه خطی و بیش از ۲۶ هزار نسخه چاپ سنگی و چاپ سربی قدیمی است.
- هشتاد هزار و چهارصد و ده جلد کتاب و ۲۳۰۰ عنوان پایان‌نامه و۶۰۰۰ جلد نشریه در بخش ایران‌شناسی و اسلام‌شناسی موجود است؛ و در مجموع دارای ۸۲۰۳۲۳۸ (هشت میلیون و دویست و سه هزار و دویست و سی و هشت) جلد کتاب، مجله، نوار و … را در خود جای داده است.[۵]

کتابخانه دارای ۱۴ تالار با ۱۵ میلیون آیتم کتابداری است و قدیمی‌ترین نسخهٔ خطی این کتابخانه دس‍ت‍ور ال‍ل‍غ‍ه ال‍م‍س‍م‍ی ب‍ال‍خ‍لاص اثر ادیب نطنزی از عربی به فارسی است.
منابع موجود در سازمان اسناد و کتابخانه ملی ایران در سه مجموعه کلان «کتابخانه ملی»، «آرشیو ملی» و «دیجیتال» جای دارند.

### تالارها
فهرست تالارها به شرح زیر است:

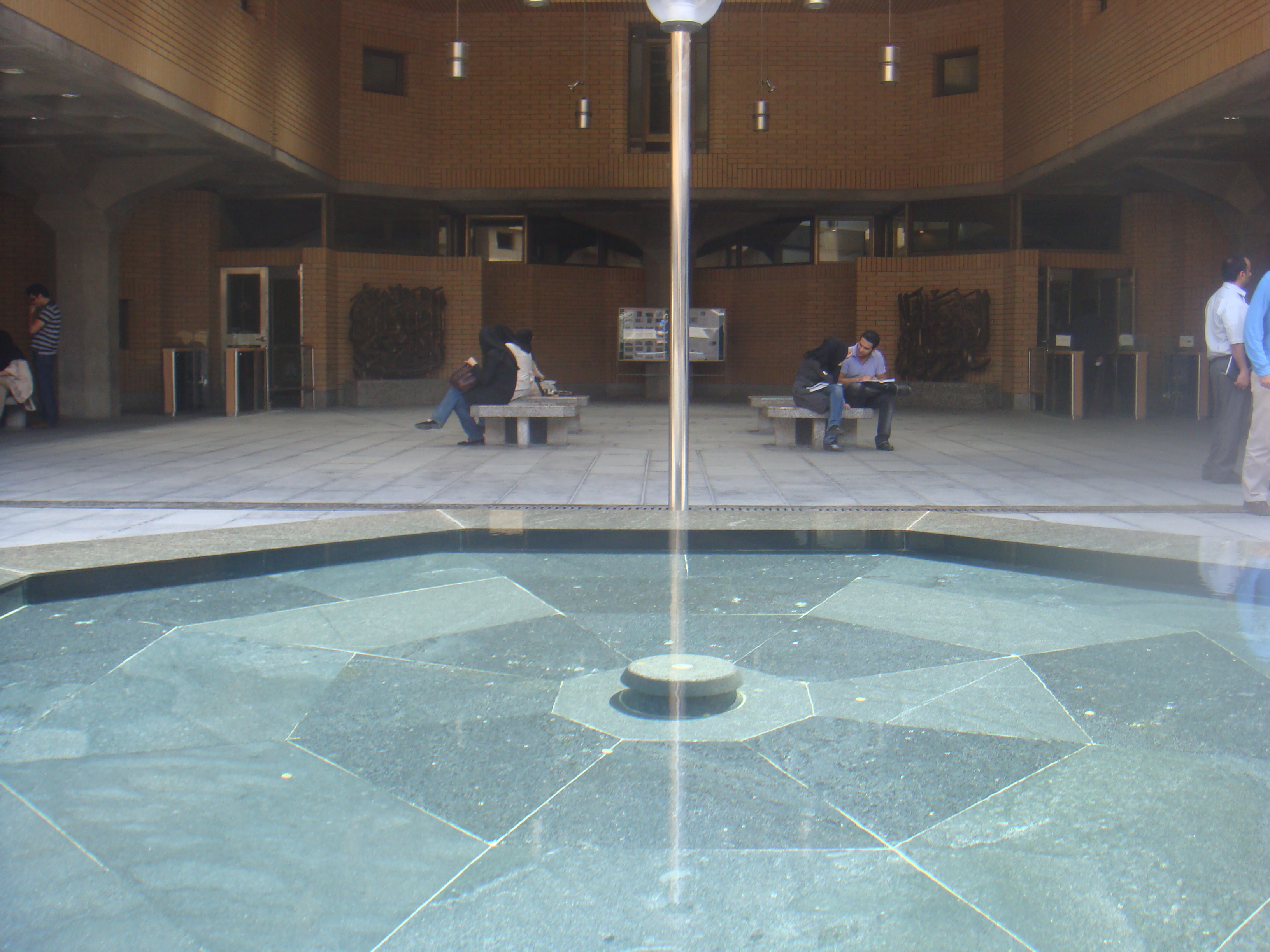
میان‌تالار ساختمان کتابخانه ملی

- تالار خوارزمی (اسناد و کتابهای خطی و نادر)
- تالار خواجه نصیرالدین طوسی (پیایندها)
- تالار کمال‌الملک (منابع غیر کتابی)
- تالار ابن‌ندیم (مرجع و کتابشناسی)
- تالار رازی (علوم و فنون)
- تالار ابن سینا (علوم انسانی)
- تالار فارابی (علوم اجتماعی و هنر)
- تالار محدث ارموی (ایران‌شناسی و اسلام‌شناسی)
- تالار رودکی (بخش ویژه روشندلان و کم‌توانان)
- تالار کمال‌الدین بهزاد (غیر کتابی)
- تالار پروین اعتصامی (مطالعات زنان)
- تالار رقومی (دیجیتال)
- کتابخانه عمومی با عناوین سعدی و حافظ
- کتابخانه کودکان
- موزه کتاب و میراث مستند ایران

## قانون سازمان اسناد ملی ایران

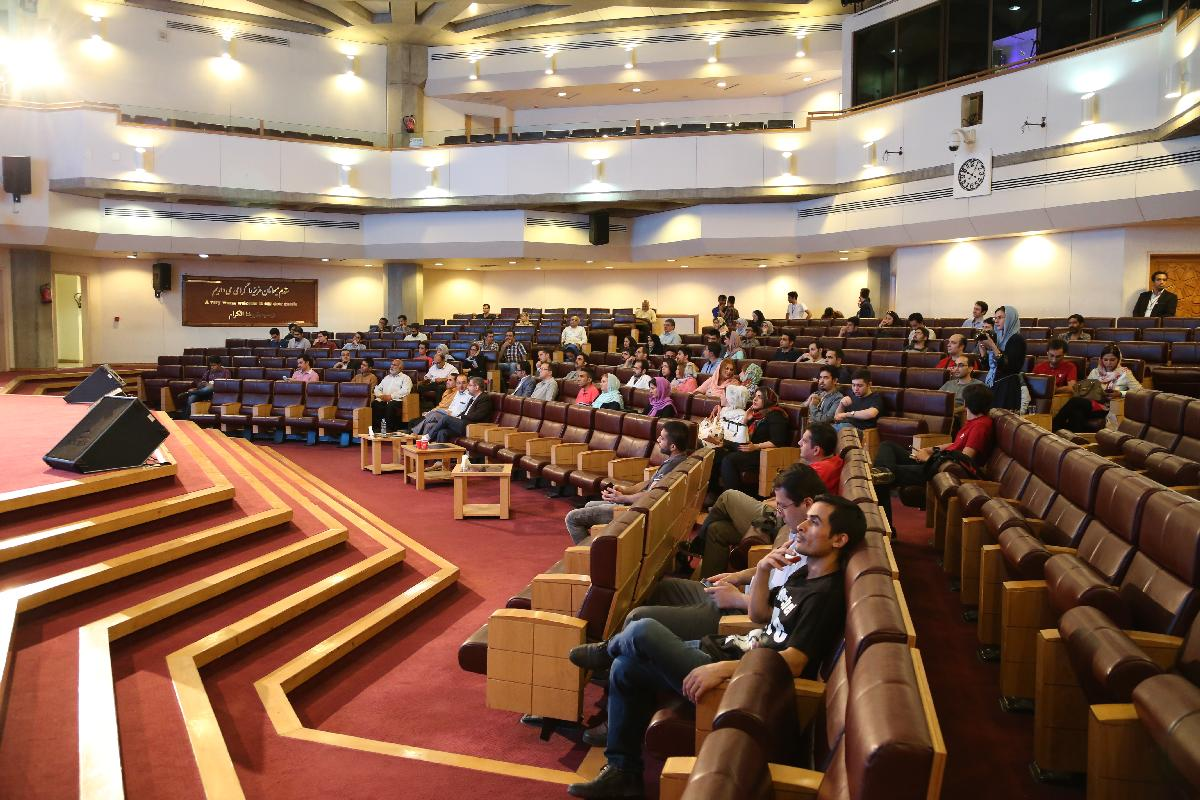
تالار همایش‌ها و سخنرانی‌های کتابخانه ملی ایران

در دوران قاجار به خصوص از زمان «فتحعلی شاه»، اسناد به صورت آرشیو اداره بیوتات در دربار، نگهداری و در زمان «ناصرالدین شاه»، اسناد سیاسی در وزارت امور خارجه و اسناد مالی در دفتر «میرزا یوسف‌خان مستوفی الممالک» گردآوری می‌شد. وزارت خارجه ایران در سال ۱۲۷۸ توانست با پیروی از روش بایگانی کشورهای اروپایی، بایگانی خود را با رعایت اصول صحیح حفظ و نگهداری اسناد انسجام بخشد.
در سال ۱۳۴۵، لایحه تأسیس 'سازمان اسناد ملی ایران' ارائه شد، در روز هفدهم اردیبهشت ماه، سال ۱۳۴۹، مجلس شورای ملی، قانون تأسیس این سازمان را تصویب کرد. اسناد ملی عبارت است از:
«کلیه اوراق، مراسلات، دفاتر، پرونده‌ها، عکسها، نقشه‌ها، کلیشه‌ها، نمودارها، فیلم‌ها، نوارهای ضبط صوت و سایر اسنادی که در دستگاه دولت تهیه شده یا به دستگاه دولت رسیده است و به‌طور مداوم در تصرف دولت بوده از لحاظ اداری، مالی، اقتصادی، قضایی، سیاسی، فرهنگی، علمی، فنی و تاریخی به تشخیص سازمان اسناد ملی ایران ارزش نگهداری داشته باشد.»
کتابخانه ملی ایران به‌طور رسمی و با همین عنوان در سال ۱۳۱۶ (خورشیدی)، پس از یک دوره نسبتاً طولانی تغییر نام و مکان (از ۱۲۴۰ (خورشیدی) و با تأسیس کتابخانه دارالفنون آغاز به کار کرد.
تاریخچهٔ تشکیل مجموعهٔ کتابخانه به آغاز دهه ۱۲۴۰ بازمی‌گردد. در سال ۱۲۳۰ (خورشیدی)، مدرسهٔ دارالفنون در تهران کار خود را آغاز کرد. کتابخانه کوچکی در آن مدرسه تأسیس شد که سنگ بنای کتابخانه ملی گردید.
در اواخر سال ۱۳۱۳ (خورشیدی)، مهدی بیانی که به ریاست کتابخانه عمومی معارف منصوب شده بود، در تلاش و مکاتبات خود برای رفع مشکل جا و فضای کتابخانه عمومی معارف، از فرصت استفاده کرد و تأسیس «کتابخانه ملّی ایران» را به علی اصغر حکمت، وزیر معارف آن دوران، پیشنهاد کرد که مورد قبول قرار گرفت و با اقبال روبه‌رو شد.
سپس از آندره گدار، باستان‌شناس و معمار فرانسوی، که نقشهٔ موزه ایران باستان را تهیه کرده بود، خواسته شد تا نقشه‌ای برای کتابخانه ارائه دهد تا سبک دو ساختمان بسیار به هم شبیه شود و کتابخانه در قسمت شمالی ساختمان موزه ایران باستان در قطعه زمینی بایر به مساحت حدود ۳۵۰۰ متر مربع بنا شود.
از سال ۲۰۰۴ تا کنون، کتابخانه ملی ایران با کتابخانه کنگره آمریکا روابط مفیدی داشته است.

## ساختمان نوین (کنونی)

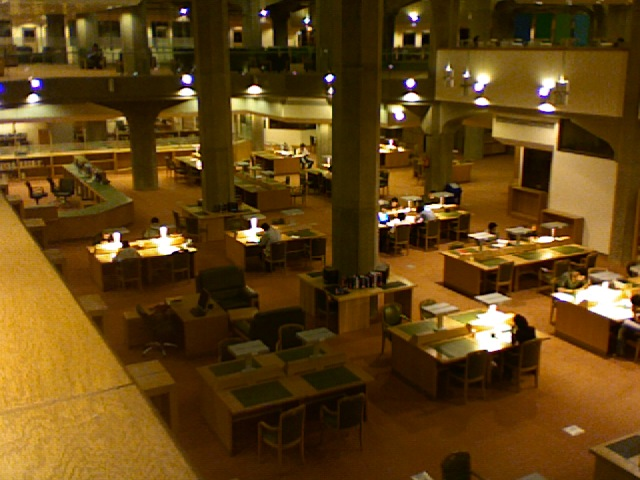
نمایی از درون تالار ساختمان کنونی کتابخانه ملی ایران

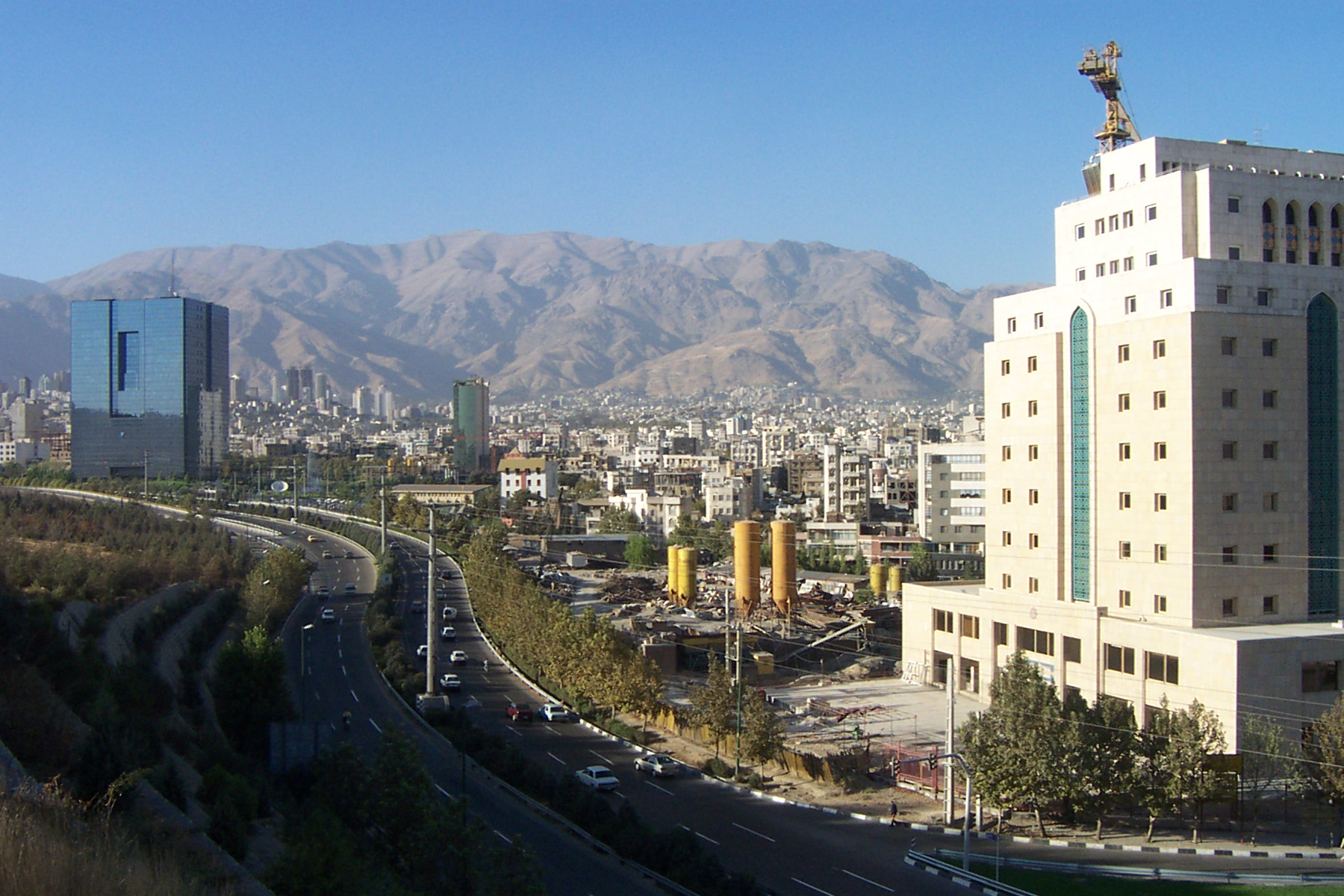
ساختمان سازمان اسناد در سمت راست تصویر و ساختمان بانک مرکزی ایران در سمت چپ تصویر دیده می‌شود

ساختمان جدید کتابخانه ملی جمهوری اسلامی ایران، یا به عبارت دیگر سازمان اسناد و کتابخانه ملی ایران واقع در اراضی عباس‌آباد تهران، یازده اسفند ۱۳۸۳ توسط یوسف شریعت‌زاده طراحی و با حضور رئیس‌جمهور وقت (سیدمحمد خاتمی)، رئیس سازمان اسناد و کتابخانه ملی و جمعی از نویسندگان و ناشران و سفرای کشورهای خارجی افتتاح شد.

## رؤسای کتابخانه ملی ایران
براساس مصوبه هیئت دولت رئیس کتابخانه ملی ایران برابر با بند ه ماده ۷۱ جزء مقامات سیاسی و هم رده معاونین وزرا و همتراز رئیس دانشگاه تهران محسوب می‌شود.
| ردیف | نام                        | سِمَت              | تاریخ                       |
| ۱    | مهدی بیانی                 | بنیان‌گذار و رئیس | ۳ شهریور ۱۳۱۶–۱۳ خرداد ۱۳۴۰ |
| ۲    | علی‌اصغر شمیم               | رئیس             | ۱۳۱۹–۱۳۲۱                   |
| ۳    | ناصر شریفی                 | مدیر کل          | ۱۳۴۰–۱۳۴۱                   |
| ۴    | ایرج افشار                 | رئیس             | خرداد تا دی ۱۳۴۱            |
| ۵    | ابراهیم صفا                | مدیر کل          | ۱۳۴۲–۱۳۴۵                   |
| ۶    | جمشید بهروش                | سرپرست           | ۱۳۴۶–۱۳۵۳                   |
| ۷    | یحیی ذکاء                  | رئیس             | ۱۳۴۷                        |
| ۸    | ناصر مظاهری تهرانی         | کفیل و رئیس      | ۱۳۴۸–۱۳۵۳                   |
| ۹    | علی حق ازلی                | سرپرست           | ۱۳۵۳–۱۳۵۴                   |
| ۱۰   | جلال طباطبایی              | مدیر کل          | اوایل ۱۳۵۴–۲۸ مرداد ۱۳۵۴    |
| ۱۱   | ایرج زندپور                | سرپرست           | مرداد و آبان ۱۳۵۴           |
| ۱۲   | عبدالعلی سیاوشی            | مدیر کل          | ۱۳۵۴–۱۳۵۶                   |
| ۱۳   | عبدالله لک مظاهری          | مدیر کل          | ۱۳۵۶–۱۳۵۸                   |
| ۱۴   | فریدون بدره‌ای              | مدیر کل          | ۱۳۵۸–۱۳۵۹                   |
| ۱۵   | مصطفی محمدی عراقی          | مدیر کل          | ۱۳۵۹–۱۳۶۰                   |
| ۱۶   | حسین الهی قمشه‌ای           | مدیر کل          | ۱۳۶۰–۱۳۶۱                   |
| ۱۷   | محمد کاظم زرکشان           | مدیر کل          | ۱۳۶۱–۱۳۶۲                   |
| ۱۸   | عباس نورصالحی              | مدیر کل          | ۱۳۶۲–۱۳۶۳                   |
| ۱۹   | احمد فخاری                 | سرپرست           | ۱۳۶۳–۱۳۶۴                   |
| ۲۰   | سید حسن شهرستانی           | رئیس             | ۱۳۶۴–۱۳۶۶                   |
| ۲۱   | محمد رجبی                  | رئیس             | ۱۳۶۶–۱۳۷۱                   |
| ۲۲   | سید محمد خاتمی             | رئیس             | ۱۳۷۱–۱۳۷۶                   |
| ۲۳   | سید محمدکاظم موسوی بجنوردی | رئیس             | ۱۳۷۶–۱۳۸۴                   |
| ۲۴   | علی‌اکبر اشعری              | رئیس             | ۱۳۸۴–۱۳۸۹                   |
| ۲۵   | اسحاق صلاحی                | رئیس             | ۱۳۹۰–۱۳۹۲                   |
| ۲۶   | سید رضا صالحی امیری        | رئیس             | ۱۳۹۲–۱۳۹۵                   |
| ۲۷   | اشرف بروجردی               | رئیس             | ۱۳۹۵–۱۴۰۰                   |
| ۲۸   | علیرضا مختارپور قهرودی     | رئیس             | ۱۴۰۰–۱۴۰۳                   |
| ۲۹   | غلامرضا امیرخانی           | رئیس             | ۱۴۰۳–تاکنون                 |